# Jürgen-Detlef Kuckein
Jürgen-Detlef Kuckein (* 27. Februar 1944 in Königsberg) war von 1994 bis 2009 Richter am deutschen Bundesgerichtshof.

## Leben
1975 beendete Kuckein die juristische Ausbildung und trat in den höheren Justizdienst Bayerns ein, bei dem er zunächst als Richter auf Probe eingesetzt wurde. 1978 wurde er Staatsanwalt, 1981 Richter am Landgericht Würzburg. Von 1983 bis 1986 war er an den Bundesgerichtshof als wissenschaftlicher Mitarbeiter abgeordnet. Danach führte er seine Tätigkeit als Staatsanwalt fort und wurde 1992 zum Oberstaatsanwalt befördert. 1994 wurde Kuckein dann zum Richter am Bundesgerichtshof ernannt und dem 4. Strafsenat des Bundesgerichtshofes zugewiesen, dem er bis zu seinem Ruhestand angehörte. Er vertrat diesen Senat auch im Großen Senat für Strafsachen und im Gemeinsamen Senat der obersten Gerichtshöfe des Bundes. Kuckein war ebenfalls Ermittlungsrichter.
Kuckein war zunächst Dozent an der Universität Würzburg, seit 2000 an der Universität Tübingen. Die juristische Fakultät der Universität Tübingen verlieh ihm 2003 den Titel des Honorarprofessors für Straf- und Strafprozessrecht. Des Weiteren lehrt er an der Deutschen Anwaltsakademie.